# Stridor
Als Stridor (lateinisch stridor ,Zischen‘, ,Pfeifen‘; Plural Stridores) bezeichnet man krankhafte Atemgeräusche durch Verengung der Luftwege.
Nach dem Auftreten bei Ein- (Inspiration) bzw. Ausatmung (Exspiration) unterscheidet man:
- Inspiratorischer Stridor: Atemgeräusch beim Einatmen, typisch für Verengung oder Verlegung der oberen Atemwege (Kehlkopf, Luftröhre, Hauptbronchien). Bsp. für Ursachen: Epiglottitis, Krupp, Pseudokrupp, Schilddrüsenvergrößerung (Struma), Fremdkörperaspiration, gutartige oder bösartige Tumoren im Bereich der Atemwege oder an Organen im Mediastinum, einseitige oder doppelseitige Stimmbandlähmung.
- Exspiratorischer Stridor: Atemgeräusch beim Ausatmen, typisch für obstruktive Lungenerkrankungen, wie z. B. Asthma bronchiale

Nach der Lokalisation der Verengung werden unterschieden:
- Stridor nasalis: Verengung in der Nase (Nasus), zumeist als „Schniefen“
- Stridor pharyngealis: Verengung im Rachen (Pharynx), zumeist als „Schnarchen“
- Stridor laryngealis: Verengung im Kehlkopf (Larynx), zumeist als „Pfeifen“
- Stridor trachealis: Verengung in der Luftröhre (Trachea), zumeist als „Brummen“

Zudem gibt es einen funktionell-dyspnoischen Stridor („Kehlkopfneurose“), dem eine psychisch bedingte Störung der Stimmlippenmotorik zugrunde liegen kann.